# Salomé Campos Beotegui
Salomé Campos Beotegui (Bermeo, Vizcaya; 13 de marzo de 1893-23 de marzo de 1974) fue una empresaria española, pionera del trabajo artesanal en el sector de las conservas de pescado, y la primera mujer de la localidad al frente de una fábrica de conservas. Desde 2013, se celebra anualmente en Bermeo una prueba de natación popular que lleva su nombre.

## Biografía
Salome, como era conocida en Bermeo, fue la quinta de los ocho hijos de Juliana Beotegui Yspizua y Pedro Campos Lartitegui. A los siete años quedó huérfana de madre, pues ésta falleció al dar a luz a su última hija.

Junto a sus hermanas Julia, Felicia y Eufemia, Salomé fue pionera en la elaboración artesanal de las conservas de pescado en la localidad costera de Bermeo.
En 1947, tras la muerte repentina de su hermana mayor y la de su marido, Salóme tuvo que hacerse cargo de la dirección de la fábrica, haciendo frente a todas las responsabilidades que eso suponía.
Falleció a los 81 años, el 23 de marzo del año 1974, tras sufrir un ictus. 

## Travesía Salomé Campos
Desde 2013 se celebra en Bermeo la Travesía Salomé Campos, que consiste en recorrer a nado los 5.000 metros de ida y vuelta entre el puerto de Bermeo y la Isla de Ízaro. Esta travesía conmemora la apuesta efectuada por Salomé a raíz de una discusión surgida en el puerto sobre la diferencia de capacidades entre hombres y mujeres. Para zanjar la disputa, asumió el reto de nadar desde el puerto hasta la isla.